# Франк Еспозіто
Франк Еспозіто (фр. Franck Esposito, 13 квітня 1971) — французький плавець.
Призер Олімпійських Ігор 1992 року, учасник 1996, 2000, 2004 років.
Призер Чемпіонату світу з водних видів спорту 1998 року.
Чемпіон світу з плавання на короткій воді 1993 року.
Чемпіон Європи з водних видів спорту 1991, 1997, 1999, 2002 років, призер 1993, 2004 років.
Чемпіон Європи з плавання на короткій воді 2003 року.